# Tanysphyrus brevipennis
Tanysphyrus brevipennis — вид жуков из семейства брахицерид (Brachyceridae).

## Распространение
Распространён на юго-востоке Китая, в Приморском крае России.

## Описание
Жук длиной всего около 1,3—1,9 мм. Тело коренастое. Второй сегмент жгутика усиков равен одному, третий квадратной формы, от четвёртого по шестой сильно поперечные.

## Биология
Представители вида минируют листья растений ряски маленькой (Lemna minor) и многокоренника обыкновенного (Spirodela polyrhiza).